# Pselliopus ornaticeps
Pselliopus ornaticeps är en insektsart som först beskrevs av Carl Stål 1862.  Pselliopus ornaticeps ingår i släktet Pselliopus och familjen rovskinnbaggar. Inga underarter finns listade i Catalogue of Life.